# Honky Tonk Women
Honky Tonk Women is een nummer van de Britse band The Rolling Stones. Het nummer werd op 4 juli 1969 uitgebracht als single. Enkele maanden later verscheen een countryversie van het nummer onder de titel Country Honk op het album Let It Bleed.

## Achtergrond
Honky Tonk Women is, net zoals de meeste nummers van de Rolling Stones, geschreven door zanger Mick Jagger en gitarist Keith Richards. Tussen december 1968 en januari 1969 waren zij op vakantie in Brazilië, waar zij door lokale caipiras, inwoners van landelijke en afgelegen gebieden in het land, werden geïnspireerd om het nummer te schrijven. Oorspronkelijk heette het nummer Country Honk en kende het een countryarrangement. Deze versie werd in maart 1969 opgenomen en verscheen op het album Let It Bleed. De eerste demo's waren onderdeel van de laatste opnamesessie met oorspronkelijke gitarist Brian Jones, die korte tijd later uit de band werd ontslagen. In de lente van 1969 transformeerde het nummer naar de elektrische versie onder de naam Honky Tonk Women, nog voordat Jones' vervanger Mick Taylor bij de band kwam. In een interview vertelde Richards over de invloed van Taylor op het nummer: "...het nummer werd oorspronkelijk geschreven als een echt Hank Williams/Jimmie Rodgers/jaren 30-nummer. En het werd veranderd in dit andere nummer door Mick Taylor, die er een compleet ander gevoel aan gaf en het over een andere boeg gooide." Taylor vertelde in een ander interview: "Ik voegde inderdaad iets toe aan Honky Tonk Women, maar het was bijna compleet toen ik erbij kwam en mijn overdubs deed."
Honky Tonk Women gaat over een vrouw die in een westernbar danst en eventueel een prostituee kan zijn, ook wel een "honky tonk woman" genoemd. In de singleversie speelt het nummer zich af in Memphis, Tennessee, terwijl het in Country Honk is geplaatst in Jackson, Mississippi. De singleversie begint niet met een gitaarriff, maar met een koebel gespeeld door producer Jimmy Miller. In de liveversie op het album Get Yer Ya-Ya's Out! is een totaal ander tweede couplet te horen.
In het Verenigd Koninkrijk werd de single Honky Tonk Women uitgebracht op 4 juli 1969, een dag na het overlijden van Brian Jones. Het nummer bleef vijf weken op de eerste plaats in de hitlijsten staan. In de Amerikaanse Billboard Hot 100 piekte het nummer vier weken op de eerste positie. Ook in Ierland, Australië, Nieuw-Zeeland en Zwitserland werd het een nummer 1-hit. In Nederland behaalde het de vierde positie in zowel de Top 40 als de Hilversum 3 Top 30, terwijl in Vlaanderen de vijfde plaats in de Ultratop 50 werd behaald. In 2010 zette het tijdschrift Rolling Stone het nummer op plaats 116 in hun lijst The 500 Greatest Songs of All Time.
Covers van Honky Tonk Women werden gemaakt door vele artiesten. Onder deze artiesten vallen Joe Cocker, Humble Pie, Waylon Jennings, Billy Joel, Elton John, Jerry Lee Lewis met Kid Rock, Ricky Nelson, Willie Nelson met Leon Russell, Gram Parsons, Taj Mahal, Ike & Tina Turner, Hank Williams jr. en "Weird Al" Yankovic.

## Hitnoteringen

### Nederlandse Top 40
| Hitnotering: 19-07-1969 t/m 11-10-1969 | Hitnotering: 19-07-1969 t/m 11-10-1969 | Hitnotering: 19-07-1969 t/m 11-10-1969 | Hitnotering: 19-07-1969 t/m 11-10-1969 | Hitnotering: 19-07-1969 t/m 11-10-1969 | Hitnotering: 19-07-1969 t/m 11-10-1969 | Hitnotering: 19-07-1969 t/m 11-10-1969 | Hitnotering: 19-07-1969 t/m 11-10-1969 | Hitnotering: 19-07-1969 t/m 11-10-1969 | Hitnotering: 19-07-1969 t/m 11-10-1969 | Hitnotering: 19-07-1969 t/m 11-10-1969 | Hitnotering: 19-07-1969 t/m 11-10-1969 | Hitnotering: 19-07-1969 t/m 11-10-1969 | Hitnotering: 19-07-1969 t/m 11-10-1969 | Hitnotering: 19-07-1969 t/m 11-10-1969 |
| Week                                   | 1                                      | 2                                      | 3                                      | 4                                      | 5                                      | 6                                      | 7                                      | 8                                      | 9                                      | 10                                     | 11                                     | 12                                     | 13                                     |                                        |
| -------------------------------------- | -------------------------------------- | -------------------------------------- | -------------------------------------- | -------------------------------------- | -------------------------------------- | -------------------------------------- | -------------------------------------- | -------------------------------------- | -------------------------------------- | -------------------------------------- | -------------------------------------- | -------------------------------------- | -------------------------------------- | -------------------------------------- |
| Positie                                | 11                                     | 5                                      | 5                                      | 5                                      | 6                                      | 4                                      | 4                                      | 6                                      | 7                                      | 7                                      | 12                                     | 20                                     | 32                                     | uit                                    |

### Hilversum 3 Top 30
| Hitnotering: 12-07-1969 t/m 11-10-1969 | Hitnotering: 12-07-1969 t/m 11-10-1969 | Hitnotering: 12-07-1969 t/m 11-10-1969 | Hitnotering: 12-07-1969 t/m 11-10-1969 | Hitnotering: 12-07-1969 t/m 11-10-1969 | Hitnotering: 12-07-1969 t/m 11-10-1969 | Hitnotering: 12-07-1969 t/m 11-10-1969 | Hitnotering: 12-07-1969 t/m 11-10-1969 | Hitnotering: 12-07-1969 t/m 11-10-1969 | Hitnotering: 12-07-1969 t/m 11-10-1969 | Hitnotering: 12-07-1969 t/m 11-10-1969 | Hitnotering: 12-07-1969 t/m 11-10-1969 | Hitnotering: 12-07-1969 t/m 11-10-1969 | Hitnotering: 12-07-1969 t/m 11-10-1969 | Hitnotering: 12-07-1969 t/m 11-10-1969 | Hitnotering: 12-07-1969 t/m 11-10-1969 |
| Week                                   | 1                                      | 2                                      | 3                                      | 4                                      | 5                                      | 6                                      | 7                                      | 8                                      | 9                                      | 10                                     | 11                                     | 12                                     | 13                                     | 14                                     |                                        |
| -------------------------------------- | -------------------------------------- | -------------------------------------- | -------------------------------------- | -------------------------------------- | -------------------------------------- | -------------------------------------- | -------------------------------------- | -------------------------------------- | -------------------------------------- | -------------------------------------- | -------------------------------------- | -------------------------------------- | -------------------------------------- | -------------------------------------- | -------------------------------------- |
| Positie                                | 16                                     | 5                                      | 5                                      | 4                                      | 6                                      | 5                                      | 5                                      | 4                                      | 5                                      | 7                                      | 9                                      | 12                                     | 18                                     | 24                                     | uit                                    |

### NPO Radio 2 Top 2000
| Nummer met noteringen in de NPO Radio 2 Top 2000 | '99 | '00 | '01 | '02 | '03 | '04 | '05 | '06 | '07 | '08 | '09 | '10 | '11 | '12 | '13 | '14 | '15  | '16  | '17  | '18  | '19  | '20  | '21  | '22  | '23  | '24  |
| ------------------------------------------------ | --- | --- | --- | --- | --- | --- | --- | --- | --- | --- | --- | --- | --- | --- | --- | --- | ---- | ---- | ---- | ---- | ---- | ---- | ---- | ---- | ---- | ---- |
| Honky Tonk Women                                 | 470 | 571 | 554 | 362 | 369 | 488 | 560 | 558 | 695 | 532 | 678 | 704 | 649 | 796 | 831 | 856 | 1109 | 1298 | 1100 | 1249 | 1133 | 1276 | 1245 | 1329 | 1311 | 1336 |

1. ↑  Een vetgedrukt getal geeft de hoogste notering aan.